# La Provincia
La Provincia è un quotidiano a diffusione locale fondato nel 1892 a Como da Luigi Massuero.

## Le edizioni
Il giornale ha tre edizioni:
- La Provincia (edizione di Como)
- La Provincia di Lecco (edizione di Lecco) - pubblicata dal 1988
- La Provincia di Sondrio (edizione di Sondrio) - pubblicata dal 1998

A queste edizioni si è aggiunta, nel 2005, La Provincia di Varese (edizione di Varese), che si è poi resa autonoma nel 2013 e che ha chiuso i battenti nel 2017, ma venne rifondata nel 2022 come giornale online.

### Inserti e allegati
Dal luglio del 1999 la redazione valtellinese cura anche La Provincia di Sondrio - Settimanale il sabato in edicola.
Dal 2013 viene pubblicato il supplemento settimanale culturale L'Ordine, curato da Pietro Berra, che esce il sabato con l'edizione di Sondrio e la domenica con quella di Como. 
Ogni settimana vengono pubblicati altri tre inserti: Imprese & Lavoro (lunedì), curato da Enrico Marletta; Diogene dedicato al mondo del volontariato e del terzo settore (martedì), a cura di Paolo Moretti; Salute & Benessere (mercoledì), a cura di Michele Sada.
Al quotidiano è abbinata anche la rivista trimestrale di moda Tess.

## Storia
Dall'11 maggio 2008, tutte le quattro edizioni de La Provincia, seguendo una tendenza generalizzata della stampa italiana, cambiano formato, diventando berliner. Oltre alla riduzione delle dimensioni, si registra l'inserimento del colore in tutte le pagine - soprattutto quelle dedicate alla pubblicità, che hanno tolto spazio agli articoli dei giornalisti - ed un rinnovamento totale della veste grafica. 
Dal 2010 La Provincia è consultabile anche attraverso l'iPad. La seconda testata a passare anche sul dispositivo elettronico è La Provincia di Varese, il primo febbraio 2011.
Il 24 dicembre 2013, l'edizione varesina del quotidiano "La Provincia" è diventata autonoma: è stata infatti acquisita dalla società La Provincia Editoriale di Varese, mentre la Sesaab è rimasta come socio di minoranza della nuova azienda editrice, continuando a fornire al giornale di Varese le pagine nazionali e parte di quelle culturali e sportive. Questa edizione ha cessato le pubblicazioni nel 2017, ma venne rifondata nel 2022 come giornale online.

## Direttori
- 1892-1914 Luigi Massuero
- 1914-1919 Serafino Biondi
- 1919-1921 Luigi Rovelli
- 1921-1933 Serafino Biondi
- 1933-1940 Silvio Maurano
- 1940-1943 Gaspare Squadrilli
- 1943 Giuseppe Biondi, Carlo Rivolta, Carlo Ciucci e Carlo Donin (in successione)
- 1943-1945 Giorgio Aiazzi
- 1946-1949 Pino Tocchetti
- 1950-1963 Luigi Pozzali
- 1963-1965 Guido Gamberini
- 1965-1984 Gianni De Simoni
- 1984-1987 Sergio Carlesi
- 1987-1992 Sergio Gervasutti (1937-2021)
- 1992-1994 Vladimiro Dan (1949-)
- 1995-1997 Gigi Dario
- 1997-1999 Alessandro Sallusti (1957-)
- 1999-2002 Gianluigi "Gigi" Riva (1955-)
- 2002-2006 Michele Brambilla (1958-)
- 2005-2011 Giorgio Gandola (1958-)
- 2011-oggi  Diego Minonzio (1964-) [1]

## Responsabili di edizione

### Edizione di Lecco
- 1999-2002; 2006-2011: Ernesto Galigani
- 2011-2024: Vittorio Colombo
- 2025-oggi: Stefano Scaccabarozzi

### Edizione di Sondrio
- Luca Begalli

## Diffusione
| Anno | Copie vendute |
| ---- | ------------- |
| 2008 | 40 669        |
| 2007 | 42 305        |
| 2006 | 42 160        |
| 2005 | 40 801        |
| 2004 | 41 703        |
| 2003 | 41 262        |
| 2002 | 41 681        |
| 2001 | 43 337        |
| 2000 | 43 413        |
| 1999 | 42 275        |
| 1998 | 40 451        |
| 1997 | 39 422        |
| 1996 | 39 689        |

Dati Ads - Accertamenti Diffusione Stampa

## Archivi bibliotecari
Il giornale è conservato rilegato e microfilmato dalla biblioteca Comunale Centrale di Milano e Comunale di Como, dove è possibile riprodurre il giornale sia su carta che in formato elettronico.